# Антигон II Мататия
Антигон II Мататия (на иврит: מתתיהו אנטיגונוס השני Matīṯyāhū; на гръцки: Αντίγονος Antígonos; на латински: Antigonos Mattatias; † 37 пр.н.е. в Антиохия) е последният цар на Юдея от династията на Хасмонеите (40 – 37 пр.н.е.) през средата на 2 век пр.н.е.
Той е вторият син на Аристобул II (* ок. 100 пр.н.е.; † 49 пр.н.е. в Рим), който е отровен по заповед на Помпей в Рим. По-големият му брат Александер е осъден през 49 пр.н.е. по нареждане също на Помпей в Антиохия и обезглавен.
Римляните помагат на първосвещеника и крал Йоан Хиркан II († 30 пр.н.е.), брат на баща му. Антигон II Мататия продължава политиката на баща си и по-големия си брат.
През зимата 41/40 пр.н.е. партите с трон-принц Пакор I и помоща на римския генерал и републиканец Квинт Лабиен нахлуват в Сирия и Мала Азия и накрая завладяват също Юдея и Йерусалим. С тяхна помощ Антигон побеждава чичо си Хиркан и тетрахите Ирод и Фасаел. Антигон Мататия се обявява сам за цар и първосвещеник и сече монети в Йерусалим.
Антигон II Мататия нарежда да се отрежат ушите на чичо му Йоан Хиркан II, който е депортиран от партите в Месопотамия, за да не може да бъде повече първосвещеник. Фасаел се самоубива в плена си, Ирод бяга с фамилята си от Йерусалим в крепостта Масада.
Тетрарх Ирод продължава борбата против Антигон II Мататия. През 39 пр.н.е. той се връща обратно от Рим и с наемници и римляните продължава борбата. С помоща на щатхалтера на Сирия и Киликия Гай Созий той завладява Йерусалим през пролетта на 37 пр.н.е.
Антигон Мататия трябва да се предаде и моли за милост. Римският генерал Гай Созий обаче го закарва в Антиохия на река Оронт. Там по заповед на Марк Антоний е екзекутиран с брадва през есентта на 37 пр.н.е.